# Luther Márton kis kátéja
Luther Márton Kis kátéja (németül: Der Kleine Katechismus Martin Luthers) az evangélikus egyháznak az Ágostai hitvallás mellett a legfontosabb hitvallási irata. A német reformátor, Martin Luther egyik legnagyobb hatású műve.

## Története
Luther 1528-ban egyházlátogatást végzett a szász választófejedelemségben, és hatalmas tudatlanságot tapasztalt a kereszténység alapvető hittételeivel kapcsolatban is. Ezért 1529-re megírta a Kis kátét a családok és iskolák számára, a Nagy kátét pedig a lelkészek és a tanítók számára, összefoglalva ezekben a keresztény tanítás legfontosabb tételeit, részben az alapvető szövegek (a Tízparancsolat, az Apostoli hitvallás és a Miatyánk) magyarázataként. A Kis káté 1529 tavaszán jelent meg, először plakát ill. falitábla formájában, majd könyv alakban. Az első wittenbergi kiadásokból egy példány sem maradt fenn, a legrégibb megmaradt példányok 1529-es marburgi és erfurti lenyomatok, de a későbbi kiadásokban sem változott sokat a szöveg. Luther hozzáillesztette az 1523-ban latin nyelvről fordított Keresztelési könyvecskét (Taufbüchlein), valamint saját írását, az 1529-es Esketési könyvecskét (Traubüchlein), melyek a Kis káté állandó függelékeivé váltak. Ezek mégsem általánosan elfogadott hitvallási iratok, a hitvallási irat-gyűjteményekben általában függelékként szerepelnek. A Kis káté az első megjelenése óta eltelt évszázadokban számtalan kiadást ért meg, az evangélikus hitoktatás és teológia alapvető kellékévé vált, az evangélikus identitás egyik legfontosabb meghatározója.

## Tartalma
A Kis káté a katekizmus műfajába sorolható, kérdésekre adott válaszokban, didaktikusan foglalja össze a kereszténység tanítását. Luther célja az volt a kátéval, hogy a családfők tanítsák meg rá gyermekeiket. Ezért minden fejezet alatt ez a felhívás olvasható: „Ilyen egyszerűen tanítsa reá a családfő házanépét!” 
A cím fölött az „Enchiridion” kifejezés áll, ami kézikönyvet, vezérfonalat jelent. A káté fejezetei:
- Előszó
- A Tízparancsolat
- A Hiszekegy
- A Miatyánk
- A szent keresztség szentsége
- Így tanítsuk gyónni az egyszerű embereket!
- Az oltáriszentség
- Így tanítsa a családfő házanépét a reggeli és esti áldásra
- Így tanítsa a családfő házanépét az asztali áldásra és a hálaadásra!
- Szentírási igék házi gyűjteménye

Függelék:
- Esketési könyvecske
- Keresztelési könyvecske

A Miatyánk magyarázatát kilenc részre osztja (a megszólítás, a hét kérés és a dicsőítés), a Hiszekegyét (itt az Apostoli hitvallást érti rajta) három részre (a három hitágazat szerint.)
A káté „középpontja”, leghangsúlyosabb része az Apostoli hitvallás második hitágazatának magyarázata:
„Hiszem, hogy Jézus Krisztus – az Atyától öröktől fogva született valóságos Isten, és a Szűz Máriától született valóságos ember – az én Uram, aki engem, elveszett és megítélt embert megváltott, vagyis minden bűntől, a haláltól és az ördög hatalmából megszabadított, és magáévá tett, nem arannyal, sem ezüsttel, hanem szent és drága vérével, ártatlan szenvedésével és halálával, hogy egészen az övé legyek, az ő országában őalatta éljek, és neki szolgáljak örök igazságban, ártatlanságban és boldogságban, mert ő feltámadt a halálból, él és uralkodik örökké. Ez így igaz!”
Az igék gyűjteményét pedig ezzel a versikével zárja:
„Mindenki a maga dolgát
Jól tanulja, jól végezze, –
És az egész háznak dolgát
Felviszi az Úr kegyelme.”

## Külső hivatkozások
- A Kis káté magyar szövege a Csipetnyi Són
- A Kis káté 1929-es magyar fordítása
- Mai német szöveg